# تمشية الكلاب

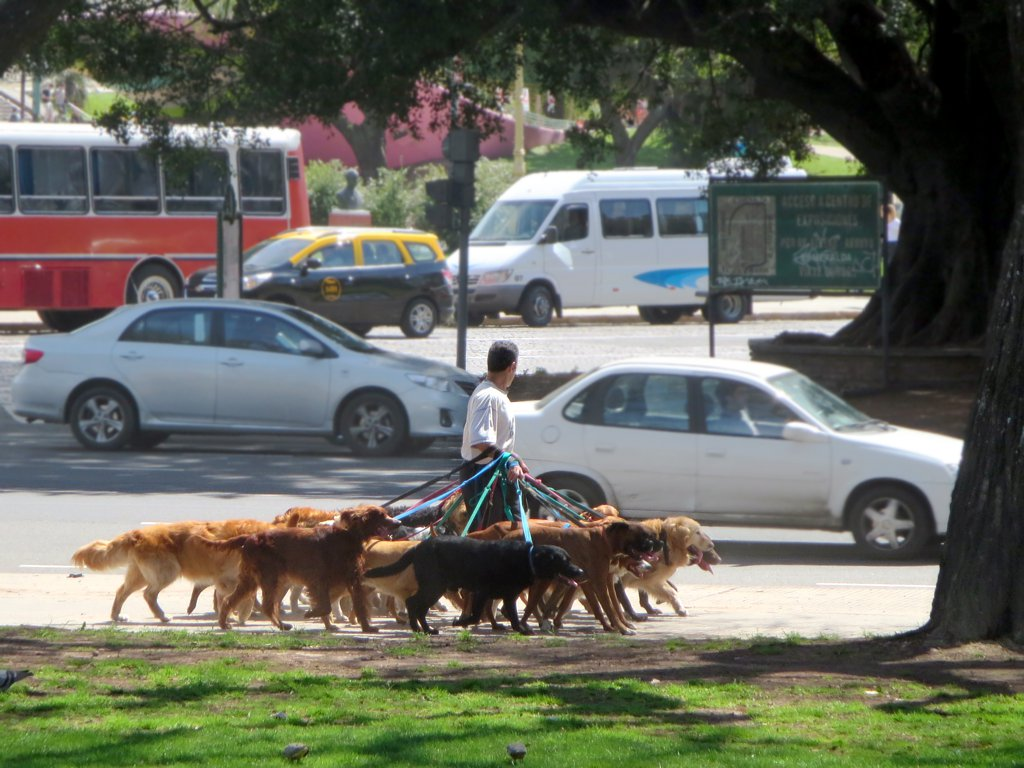
تمشية الكلاب في الأرجنتين

تمشية الكلاب هي نشاط يقوم فيه شخص بالمشي مع كلب، عادةً من مكان إقامة الكلب ثم العودة إليه. يشيع استخدام المقود في هذا النشاط. يحصل كل من المالكين والحيوانات الأليفة على العديد من الفوائد بما في ذلك التمرين والرفقة.

## الفوائد
يحصل الكلب من خلال التمشية على فرصة للتحرك والجري وتغيير روتينه اليومي، مما يساعد في تحسين صحته البدنية والعقلية. توفر التمشية للكلب حاجة أساسية للنشاط البدني وتساهم في الوقاية من المشكلات السلوكية التي قد تنشأ بسبب الملل أو قلة النشاط. كما أن التمشية توفر لصاحب الكلب وقتًا للتفاعل مع حيوانهم الأليف، مما يعزز العلاقة بينهما ويخلق بيئة من التفاهم والتواصل.
بالإضافة إلى ذلك، يتيح للكلب التفاعل مع كلاب أخرى، مما يساعد في تحسين مهاراته الاجتماعية، وتطوير تواصل إيجابي مع الكلاب الأخرى، وتقليل السلوكيات المرتبطة بالخوف أو العدوانية. هذه اللقاءات تسهم أيضًا في تقليل التوتر والقلق لدى الكلب، وتساعده على الشعور بالأمان في بيئته. عادة، يقوم أشخاص بتمشية كلاب الآخرين مقابل أجر، سواء كانوا أفراداً أو مؤسسات. يقوم بعضهم بتمشية مجموعة من الكلاب في آنٍ واحد، في حين يقتصر آخرون على تمشية كلب واحد فقط.